# Reismilch

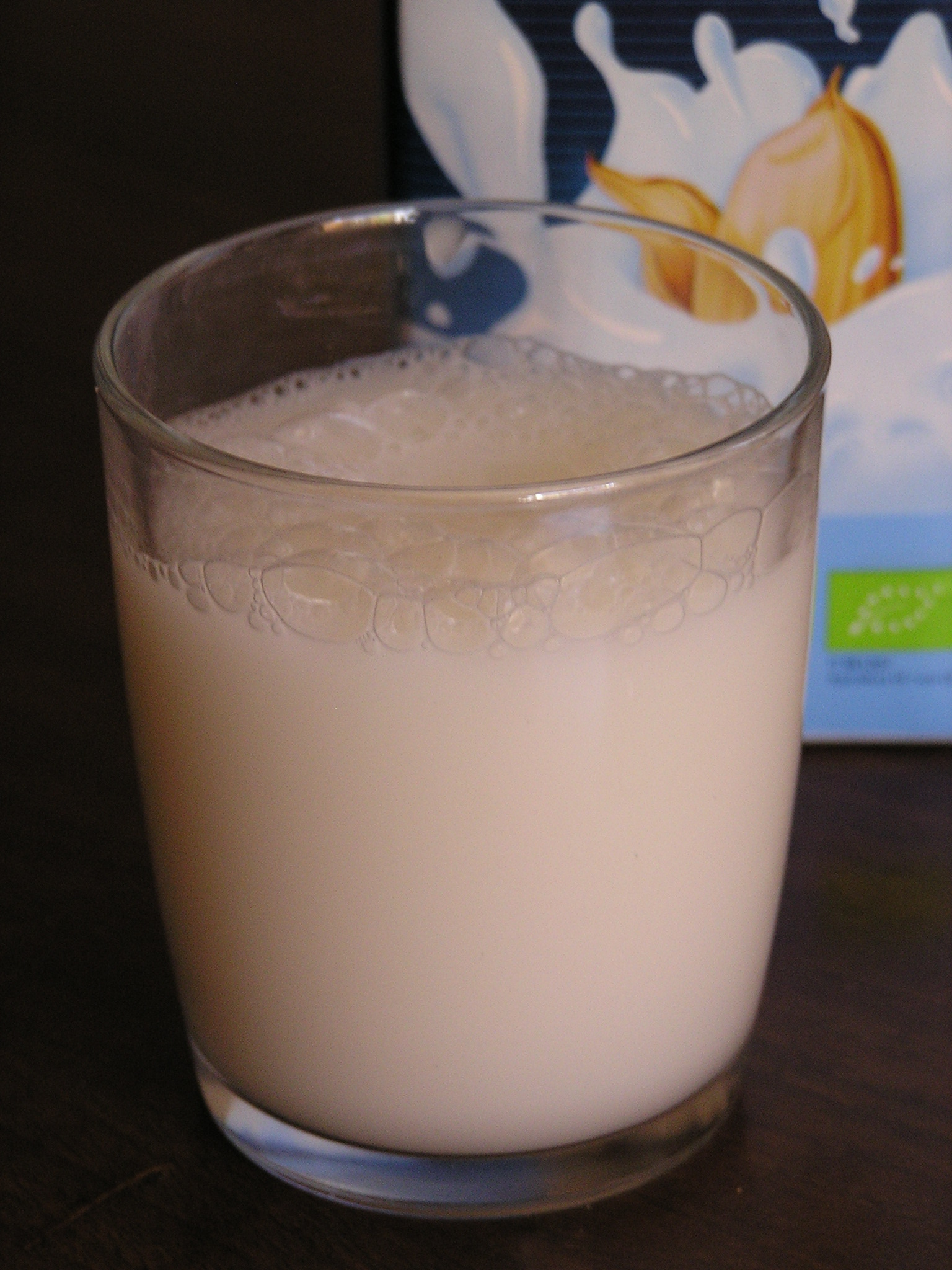
Reismilch

Reismilch ist eine Form der Getreidemilch. Sie wird aus Reis hergestellt und darf daher in der EU nicht als Milch bezeichnet und verkauft werden, und wird daher u. a. als „Reis-Drink“ vermarktet (s. Abbildung).
Reismilch wird aus Vollkornreis produziert, der dazu zunächst gemahlen, mit reichlich Wasser gekocht und dann vermaischt wird, so dass eine Masse von cremig-schleimiger Konsistenz entsteht, die danach fermentiert und gefiltert wird. Das so gewonnene Filtrat wird mit Pflanzenöl versetzt und emulgiert.
Manchen Sorten werden Reisöl, Salz, Zucker (meist Roh-Rohrzucker) oder Aromen (z. B. Vanille, Schokolade) beigemischt, meistens auch noch pflanzliche Verdickungsmittel wie Guarkernmehl oder Carrageen.
Eine Vitamin- bzw. Mineralstoffanreicherung (vor allem Calcium) ist verbreitet, da Reismilch im Gegensatz zu Kuhmilch sehr mineralstoffarm ist. Sie enthält nur wenig Eiweiß, kaum Fett, keine Laktose und kein Gluten.
In Europa wird Reismilch vor allem von Veganern und Menschen mit einer Milcheiweißallergie oder Laktoseintoleranz in der Küche verwendet. Für Säuglinge ist Reismilch als Ersatz für die Muttermilch dagegen ungeeignet, da wichtige Nährstoffe nicht enthalten sind und Mangelerscheinungen wie Anämie und Rachitis drohen.
Weitere alkoholfreie Reisgetränke sind Kokkoh und Amazake.
Wie Reis, in dessen Körnern sich Arsen zehnmal so stark wie in anderen Getreiden anreichert, kann auch Reismilch gesundheitlich bedenkliche Konzentrationen dieses giftigen Halbmetalls enthalten. Die Food and Drug Administration fand im September 2013 in Reisdrinks bis zu 46 Mikrogramm anorganisches Arsen pro Liter (zum Vergleich: der Höchstwert für Trinkwasser beträgt in der EU 10 Mikrogramm pro Liter).